# Medier i Tyskland
Medier i Tyskland utgörs främst av TV, radio och tidskrifter.
Tyskland är det land i Europa där flest köper och läser dagstidningar. Det finns över 1500 dagstidningar och många av dem utges lokalt. Även radion och TV är starkt decentraliserade, men de regionala stationerna producerar gemensam, rikstäckande television. Det finns public service TV med den europeiska avgiftsmodellen med TV-licens. I tysk public service TV är det reklam, så även reklamen är med och finansierar kanalerna. Reportrar utan Gränser skattar Tyskland på sextonde plats i sitt Pressfrihetsindex.

## Dagspressen
I Tyskland finns det ett stort antal  dagstidningar, men många av dem utges endast lokalt. De flesta ägs av ett antal mediekoncerner som internationella storkoncernen Bertelsmann och Springer. Räknar man in samtliga tidningar som finns i landet så är det ungefär 1500 olika dagstidningar. Bertelsmannkoncernen är tysk och är Europas största medieföretag.
Det finns ett fåtal tidningar som räknas som “kvalitetstidningar” som publiceras i hela landet. De har ofta ganska små upplagor men finns också online. Flera av dem har en liberal profil, som Süddeutsche Zeitung och Der Tagesspiegel, eller konservativ, som Frankfurter Allgemeine Zeitung och Die Welt. En vänsterinriktad tidning är Neues Deutschland, den före detta kommunistiska partitidningen i Östtyskland. Tidningarna har inte någon direkt koppling till de politiska partierna i Tyskland. Ägandet av tidningskoncernerna är dock ganska “högerinriktad” inom alla delar av medieområdet. Detta är likt situationen i Sverige.

Bild (Tysklands största dagstidning)

En av de rikstäckande tidningarna är Bild (hette tidigare Bild Zeitung, och är Tysklands största tidning). Bild ägs och ges ut av Springer Koncernen, eller dess riktiga namn, Axel Springer AG. Bild grundades år 1952 av Axel Springer som också grundade Springer koncernen. Dagstidningen Bild har en upplaga på 3,6 miljoner exemplar vilket gör den till Europas största dagstidning. Alla de stora rikstäckande dagstidningarna är helt partipolitiskt oberoende.
Sedan internet kom så har dagspressen bara blivit svagare och svagare. Upplagorna har blivit färre och intäkterna går mer och mer över till internetversionen. Tyskland är i och för sig ett land där dagspressen fortfarande står ganska starkt. Jämför man med t.ex. Frankrike så har de väldigt många invånare som fortfarande läser dagspressen.

## Tv och radio
År 1923 började radio att etableras i det tyska samhället. I början var det postverket som hade hand om de flesta kanaler. 1932 blev radion förstatligad. Efter andra världskriget så hade radion lite olika delar i öst och väst. I väst blev radion ganska decentraliserad medan i öst blev det tvärtom, den blev väldigt centraliserad. TV kanaler kom inte in i det tyska samhället förrän 1952 då den första kanalen kom, detta var endast i Östtyskland. 2 år senare så kom det även en västtysk kanal.
Likt Sverige så är Tysklands radio och tv uppdelade i två huvudgrupper. Reklamfinansierade kanaler och public-service kanaler som är offentligt ägda som finansieras av licenspengar och reklam. Medan i Sverige en licensfinansierad kanal inte har någon reklam överhuvudtaget och endast får pengar från staten och licenser (och i vissa fall sponsorer) så är de tyska public service kanalerna fulla av reklam och de får sina intäkter både från statliga licenspengar och reklamen.

ARD

De två offentligt ägda public service organisationerna är ARD (Arbeitsgemeinschaft der öffentlich-rechtlichen Rundfunkanstalten der Bundesrepublik Deutschland) och ZDF (Zweites Deutsches Fernsehen). ARD är den stora av de två och har 21 000 anställda och är världens näst största public-service organisation, efter BBC. ARD har precis som Svenska SVT och SR flera rikstäckande tv- och radio-kanaler.
Den kommersiella delen av tv-kanalerna kontrolleras också av två olika koncerner, Prosiebensat.1 Media och Bertelsmann. Tillsammans har dessa två organisationer ungefär 50% av tv-marknaden med ungefär 15 kanaler. De två största kommersiella kanalerna i Tyskland är ProSiebens Sat1 och Bertelsmanns RTL.

## Regler och lagstiftning, censur och pressfrihet
Tyskland är ett EU-land med högt utvecklad och diversifierad massmedia. Press och yttrandefriheterna är stadfästa i landets grundlagar. Censur är förbjudet i grundlagen och tysk media är oberoende av statsmakterna. Det som ändå skiljer Tyskland från många andra västliga demokratier är att det är förbjudet att offentligt propagera för antidemokratiska åsikter och att förneka förintelsen -- som en reaktion på erfarenheterna under Nazitiden. Tysklands grundlag är från 1949, då Västtyskland bildades efter kriget. Efter återföreningen 1990 blev det en grundlag för hela förenade Tyskland. 
Tyskland är en rättsstat som är en del av Europeiska unionen. På så sätt är skyddet av media och individer likt i Tyskland och Sverige. I Tyskland finns det ingen lag som begränsar medieanvändningen i det tyska samhället. Tryck och yttrandefrihet är en del av den tyska grundlagen. När ett land har över 800 radio-kanaler och över 400 tv-kanaler så skulle det vara svårt att ha några begränsningar i landets media. Det tyska medieutbud är synnerligen rikt. Tyskland har en av de lägsta graderna av censur i världen. Enligt Reportrar utan Gränser så är Tyskland det 16:e bästa landet i världen när det gäller pressfrihet och censur. Censur är uttryckligen förbjuden i grundlagen. Dock är det så att erfarenheterna under Nazisttiden i Tyskland har lett till att propagerandet av antidemokratiska åsikter är förbjudet, liksom det är förbjudet att offentligt förneka förintelsen. Det är en sorts inskränkning i yttrande och tryckfriheten som kan förklaras av Tysklands erfarenheter av andra världskriget och är ett uttryck för att landet aldrig vill hamna i en sådan situation igen.